# Límit d'exposició recomanat
Un límit d'exposició recomanat (LER) és un límit d'exposició ocupacional que ha estat recomanat pel National Institute for Occupational Safety and Health (NIOSH) dels Estats Units per la Occupational Safety and Health Administration (OSHA) per a la seva adopció com un límit d'exposició permissible (LEP). El LER és un nivell que el NIOSH creu que seria protector de la seguretat i la salut dels treballadors durant tota la vida de treball si s'utilitza en combinació amb l'enginyeria i les bones pràctiques de treball, els controls d'exposició i la vigilància mèdica, la publicació i l'etiquetatge dels perills, la capacitació dels treballadors i l'equip de protecció personal. El LER mai ha estat adoptat per OSHA, sinó que s'han utilitzat com a guia per algunes organitzacions de la indústria i de la defensa. Els LER per a exposicions químiques s'expressen normalment en parts per milió (ppm), o, de vegades en mil·ligrams per metre cúbic (mg/m3). Tot i que els límits no són legalment exigibles, els LER són considerats per l'OSHA durant la promulgació dels LEP legalment exigibles.